# Берёзовка (Оконешниковский район)
Берёзовка, Березовка — деревня в Оконешниковском районе Омской области России. Входит в состав Золотонивского сельского поселения.

## История
В соответствии с Законом Омской области от 30 июля 2004 года № 548-ОЗ «О границах и статусе муниципальных образований Омской области» деревня вошла в состав образованного муниципального образования «Золотонивское сельское поселение». 

## География
Расположен на юго-востоке региона, в пределах Западно-Сибирской равнины, примерно в трех километрах от села Золотая Нива. 

## Население
| 2002 | 2010 |
| ---- | ---- |
| 155  | ↘121 |

## Инфраструктура
Личное подсобное хозяйство с зоной сельскохозяйственного использования, индивидуальная застройка усадебного типа.

## Транспорт
Просёлочные дороги. 